# Drabescus kempi
Drabescus kempi är en insektsart som beskrevs av Singh-pruthi 1930. Drabescus kempi ingår i släktet Drabescus och familjen dvärgstritar. Inga underarter finns listade i Catalogue of Life.